# Calgary Stampede
La Calgary Stampede és un festival anual de rodeo que se celebra a Calgary, Alberta, Canadà durant 10 dies cada estiu (cap a mitjans juliol aproximadament) des de l'any 1912. És un dels festivals més importants del Canadà i un dels rodeos a l'aire lliure més importants del món. L'any 2012, en la celebració del centenari del festival, van assistir 1.409.371 persones.